# Benno Magnusson
Benno Magnusson (Ålem, 1953. február 4. –) svéd válogatott labdarúgó.

## Pályafutása

### A válogatottban
1973 és 1981 között 11 alkalommal szerepelt a svéd válogatottban. Részt vett az 1974-es világbajnokságon.

## Sikerei, díjai
Åtvidaberg
- Svéd bajnok (2): 1972, 1973

Kalmar
- Svéd kupa (1): 1981